# (59388) Monod
Pour les articles homonymes, voir Monod.
(59388) Monod est un astéroïde de la ceinture principale.

## Description
(59388) Monod est un astéroïde de la ceinture principale. Il fut découvert le 24 mars 1999 à Monte Agliale par Matteo Santangelo. Il présente une orbite caractérisée par un demi-grand axe de 2,40 UA, une excentricité de 0,12 et une inclinaison de 4,1° par rapport à l'écliptique.
Il est nommé d'après le biologiste français Jacques Monod (1910-1976).

## Compléments